# TMNT (film)
TMNT è un film d'animazione del 2007, diretto da Kevin Munroe. È il primo film d'animazione basato sui personaggi della serie Tartarughe Ninja, dedicato alla memoria di Mako, l'attore che ha prestato la voce al Maestro Splinter prima di morire.
TMNT è stato distribuito nelle sale degli Stati Uniti il 23 marzo 2007 dalla Warner Bros. Pictures e a livello internazionale da The Weinstein Company. È stato il primo di due film prodotti da Imagi Animation Studios. Il film ha ricevuto recensioni contrastanti da parte della critica, ma è stato un piccolo successo commerciale, incassando 95 milioni di dollari in tutto il mondo contro un budget di 34 milioni di dollari.
All'inizio TMNT doveva essere il seguito della trilogia cinematografica originale. In seguito il co-creatore Peter Laird ha dichiarato che il film è ambientato in un altro universo parallelo rispetto alla vecchia trilogia. Tale dichiarazione è stata supportata dal film per la televisione Turtles Forever.
Steve Murphy dei Mirage Studios, ne aveva annunciato il seguito, sempre diretto da Kevin Munroe. In seguito il progetto del sequel è stato cancellato per lasciare spazio al nuovo film Tartarughe Ninja diretto da Jonathan Liebesman, uscito nel 2014, stavolta in tecnica motion capture.
La colonna sonora del film (Teenage Mutant Ninja Turtles: Music from the Motion Picture) comprende tra gli altri P.O.D., Cobra Starship, Jet, Big City Rock.

## Trama
Nei tempi antichi, il potente re guerriero Yaotl guidò, insieme ai suoi quattro fidati generali, una campagna per conquistare il mondo. Un giorno Yaotl trovò un portale che, durante l'allineamento di una costellazione nota come stelle di Kicaan, permetteva di accedere ad un'altra dimensione. Durante l'ultimo allineamento della costellazione (che avviene una volta ogni tremila anni), Yaotl riuscì ad aprire il portale e a ottenere l'immortalità, ma a caro prezzo: i suoi generali furono trasformati in statue di pietra e il portale portò sulla Terra tredici mostri immortali che distrussero il suo esercito, e divennero famosi mostri mitologici che ancora oggi scorrazzano per il mondo.
Nel presente, le Tartarughe Ninja si separano dopo aver sconfitto definitivamente il temibile Shredder. Per l'addestramento, il Maestro Splinter invia Leonardo nell'America del Sud, ad allenarsi, dove diventa il protettore di un villaggio. Donatello lavora come specialista IT, Michelangelo lavora come intrattenitore per feste di compleanno chiamato "Cowabunga Carl" e Raffaello continua a combattere il crimine come vigilante mascherato noto come il Guardiano della Notte, mantenendo segreta la sua identità. La vecchia amica delle Tartarughe April O'Neil ora gestisce una compagnia di spedizioni che acquisisce reliquie per i collezionisti, assistita dal suo ragazzo, Casey Jones.
Dopo aver viaggiato in America Centrale per lavoro, April dice a Leo che i suoi fratelli si sono allontanati. La ragazza torna a New York con una statua per il ricco magnate Max Winters. Winters assume l'ex secondo in comando di Shredder, Karai e il suo Clan del Piede per cercare in città i tredici mostri prima che il portale si apra di nuovo, che molto probabilmente ne avvertono la presenza. Casey scopre la doppia identità di Raph e si unisce a lui nella caccia ai criminali. Winters, che in realtà è Yaotl, rianima i suoi quattro generali di pietra utilizzando la tecnologia creata dalla sua compagnia.
Leo torna a New York, riunendosi nelle fogne alla sua famiglia. Splinter proibisce loro di combattere il crimine fino a quando non saranno in grado di agire di nuovo come una squadra. Durante l'allenamento, le tartarughe incontrano una delle tredici bestie, Bigfoot. Coinvolgono Bigfoot, disobbedendo agli ordini di Splinter, ed entrano in conflitto con il Clan del Piede nel processo. Mentre le tartarughe e i ninja combattono, un Bigfoot in fuga viene catturato dai generali. Il giorno successivo, Splinter ammonisce i suoi figli per la loro disobbedienza. Raffaello, in seguito, visita Casey e incontrano Vampire Succubor, un altro dei mostri. Assistono alla sua cattura da parte del Piede e dei generali di pietra, ma vengono individuati. Nonostante una fuga riuscita, Raffaello perde i sensi. Casey e April si prendono cura di lui e chiamano le altre tartarughe per chiedere aiuto, una volta arrivate trovano un'arma dei generali rimasta attaccata al Raph, la analizzano e scoprono la storia di Yaotl e dei suoi generali. Dopo essere stato rianimato, Raffaello suggerisce di inseguire Yaotl, ma Leonardo si rifiuta di agire fino a quando Splinter non dà il suo permesso. Raffaello decide, così, d'indagare da solo. Nei giorni successivi, i generali e il Clan del piede riesco a trovare e a catturare altre dieci bestie.
Donatello, finite le sue ricerche, scopre che il prossimo portale si aprirà sulla torre di Winters fra pochi giorni, e Splinter dice a Leonardo che hanno bisogno di Raffaello. Nel frattempo, Yaotl rivela che desidera trasformare i suoi generali in umani e spezzare la maledizione che li tiene in vita, ma i generali cospirano per tradirlo. Come Guardiano della Notte, Raffaello pattuglia la città; Leo, non riconoscendo suo fratello, insegue il vigilante, credendo che sia solo un normale delinquente. Nella lotta che ne segue, Leonardo scopre l'identità di Raffaello che spezza le sue spade. Dopo aver quasi ucciso suo fratello, Raffaello fugge in un impeto di colpa e vergogna. I generali catturano un Leo indebolito, con l'intenzione di sostituirlo con la tredicesima bestia, e Raffaello decide di fare ammenda salvandolo, dopo aver assistito da lontano al rapimento. Le tartarughe, Splinter, April e Casey si recano, dunque, alla torre di Winters, dove il portale sta per allinearsi con la costellazione.
Dopo aver superato Karai ed i ninja del Clan del Piede, il gruppo si ritrova dentro alla torre, dove il portale sta iniziando ad aprirsi e a riportare i mostri nell'altra dimensione, dove liberano Leonardo e gli danno nuove spade. Sebbene credano che Yaotl sia un cattivo, in seguito scoprono le sue vere intenzioni di rimandare indietro i tredici mostri da dove sono venuti; per riscattare sè stesso e i suoi generali dalle atrocità che hanno fatto al mondo e sottrarsi all'immortalità (vista ormai come una maledizione), ma i generali, dopo aver catturato i primi dodici mostri in precedenza, hanno scoperto i veri piani di Yaotl e si radunano all'ammutinamento contro il loro vecchio re, con l'intenzione non solo di preservare la loro immortalità, ma anche di utilizzare il portale per far emergere un nuovo esercito di mostri in modo che possano finire la loro conquista del mondo.
Rifiutandosi di tradire Yaotl, Karai ed il Clan del Piede lavorano insieme ad April e Casey, alla ricerca dell'ultimo mostro, mentre le tartarughe combattono i generali. April, Casey e Karai arrivano alla torre con il mostro, che si schianta contro i generali, trascinandoli nel portale prima che si chiuda, facendoli tornare umani. Karai li avverte di godersi la vittoria finché dura, prima di svanire. Uno Yaotl ormai mortale ringrazia gli eroi per aver esaudito il suo desiderio e si dissolve nell'aldilà. Mentre tornano finalmente ai loro ruoli di oscuri guardiani di New York City, Raffaello dice che le Tartarughe saranno sempre fratelli.

## Edizione italiana
- Il doppiaggio italiano è stato diretto da Massimo Lodolo.
- Davide Garbolino, storico doppiatore di Michelangelo in tutte le serie animate e nel telefilm fino a quel momento, questa volta ha la parte di Tommy, un ladruncolo che viene messo fuori gioco da Raffaello all'inizio del film.

## Uscita cinematografica
- Stati Uniti: 23 marzo 2007
- Francia: 11 aprile
- Portogallo: 19 maggio
- Italia: 22 giugno
- Spagna: 17 agosto

## Videogiochi
Sono stati pubblicati due videogiochi basati sulla pellicola:
- TMNT - Tartarughe Ninja - pubblicato da Ubisoft per le piattaforme ludiche PlayStation 2, PSP, PC, Nintendo DS, GameCube, Wii, Xbox 360. Si tratta di un gioco di piattaforme (con percorso obbligato) dai numerosi momenti picchiaduro (non evitabili).
- TMNT - Tartarughe Ninja - pubblicato da Ubisoft per Game Boy Advance. Non è altri che una versione in 2D che sfrutta elementi in stile hack and slash del precedente gioco.
- TMNT: Power of Four - sviluppato da Overloaded e prodotto da Uclick, si tratta di un videogioco per cellulari
- TMNT: Ninja Adventures Activity Centre - raccolta di accessori e minigiochi per Windows, prodotta da PC Fun Club (Focus Multimedia)